# Consejo Empresarial Alianza por Iberoamérica
El Consejo Empresarial Alianza por Iberoamérica, conocido por sus siglas CEAPI, es una organización que aglutina a más de 320 presidentes de las mayores empresas iberoamericanas de 20 paísesy cuya finalidad es fortalecer la red de relaciones y el espacio empresarial de dichas empresas.
Creada en 2014, CEAPI organiza el anual Congreso Iberoamericano. La organización fue originalmente impulsada por Núria Vilanova, Presidenta de consultora iberoamericana Atrevia, y cuenta en su consejo directivo con empresarios de toda Iberoamérica.

## Congreso Iberoamericano
El I Congreso tuvo lugar el 4 de septiembre de 2017 en Madrid, España y fue inaugurado por el entonces ministro de Economía de España Luis de Guindos y por el Rey de España Felipe VI
El II Congreso tuvo lugar en 2018 y el III Congreso del 20 de septiembre al 2 de octubre de 2019, ambos en Madrid, donde el foro congregó a más de 500 empresas. Tras un parón por la pandemia de coronavirus en 2020, la IV edición se celebró el 17 y 18 de mayo de 2021, con una temática de digitalización y sostenibilidad, y contó con la asistencia del Rey de España Felipe VI y del Presidente del Gobierno de España Pedro Sánchez.
Punta Cana, República Dominicana, fue la primera sede del Congreso en Latinoamérica, allí se celebró la V edición del mismo. Mientras que Cartagena de Indias, Colombia, fue la sede del VII Congreso Iberoamericano.
El VIII Congreso se celebró en Sevilla entre el 2 y el 4 de junio de 2025, participaron casi 600 líderes empresariales, familias empresarias e instituciones de la región, y tuvo por lema Conectamos continentes, construimos oportunidades.
La novena edición tendrá lugar en Ciudad de México, México, del 25 al 27 de mayo de 2026.